# Lipotriches goniognatha
Lipotriches goniognatha är en biart som först beskrevs av Cockerell 1919.  Lipotriches goniognatha ingår i släktet Lipotriches och familjen vägbin. Inga underarter finns listade i Catalogue of Life.